# Karl-Heinz Hornhues

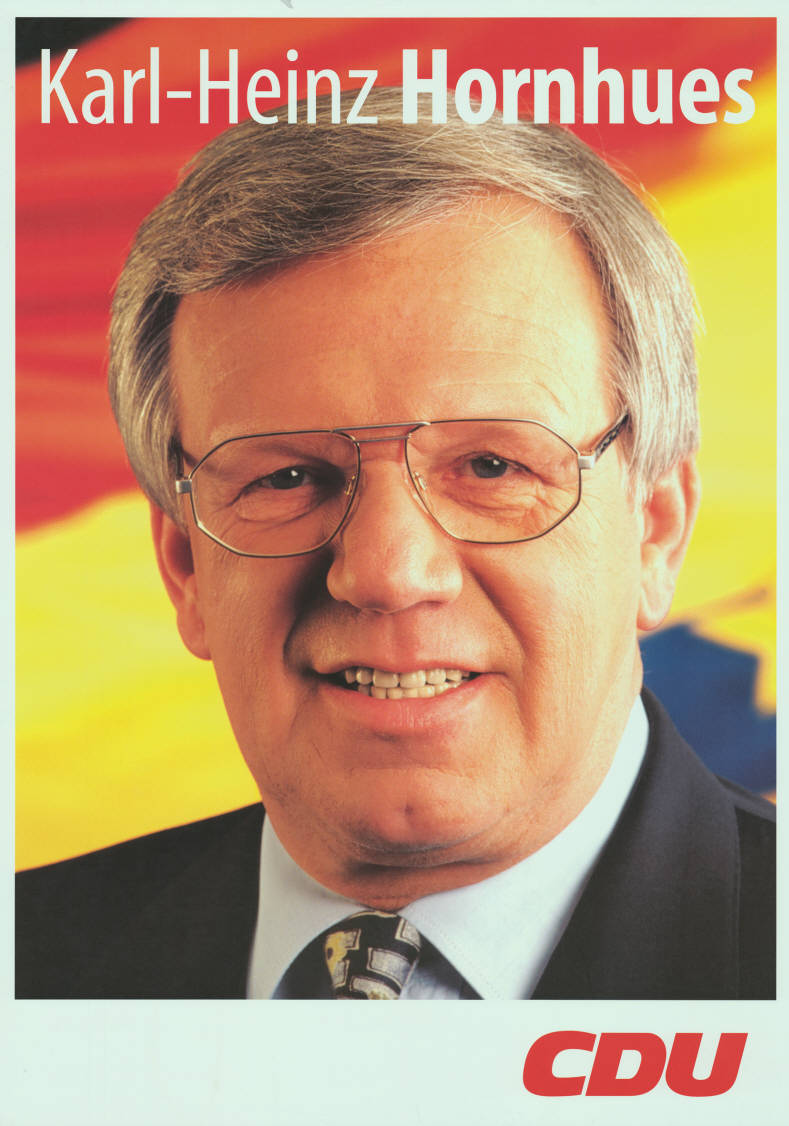
Kandidatenplakat Karl-Heinz Hornhues' zur Bundestagswahl 1998

Karl-Heinz Hornhues (* 10. Juni 1939 in Stadtlohn) ist ein deutscher Politiker (CDU) und ehemaliger Bundestagsabgeordneter. Er war viele Jahre Vorsitzender des Auswärtigen Ausschusses.

## Leben
Hornhues besuchte erst die Volksschule, danach die Realschule und dann das Alexander-Hegius-Gymnasium in Ahaus, an dem er 1960 Abitur machte. Er studierte Volkswirtschaft, Soziologie und christliche Sozialwissenschaften an der Westfälischen Wilhelms-Universität in Münster. Er lernte dort Werner Remmers kennen, der ihn noch viel unterstützen sollte. Im Jahr 1965 wurde er Diplomvolkswirt, drei Jahre später promovierte er mit einer Arbeit über Volkswirtschaftliche Auswirkungen der Beschäftigung ausländischer Arbeitnehmer zum Dr. rer. pol. Hornhues ist Philatelist. Er ist verheiratet und hat zwei Söhne.

## Hochschullehrer
Nach dem Studium arbeitete Hornhues für das Bistum Osnabrück. Im Jahr 1970 übernahm Hornhues die stellvertretende Leitung der katholischen Erwachsenenbildungsstätte Ludwig-Windthorst-Haus in Lingen. 1971 wechselte er zum Pharma-Unternehmen Hoffmann-La Roche als Ausbildungsleiter. Im Jahr 1972 ging Hornhues als (Gründungs-)Kurator zur Katholischen Fachhochschule Norddeutschland in Osnabrück/Vechta, wo er ab 1974 als Hochschullehrer  Sozialökonomie und Sozialpolitik lehrte. Ab 1977 übernahm er eine Professorenstelle an dieser Hochschule. Seit 1972 Mitglied des Bundestages, ließ er sich 1980 von seinem Lehrauftrag beurlauben.

## Politik
Hornhues trat im Jahr 1961 der CDU bei und war von 1972 bis 1974 Landesvorsitzender der Jungen Union in Niedersachsen. Von 1972 bis 1990 gehörte er dem Landesvorstand der CDU Niedersachsen an. Er wurde erstmals bei der Bundestagswahl 1972 in den Bundestag gewählt, dem er bis zum Jahr 2002 durchgängig angehörte. Bei den Wahlen von 1976 sowie von 1983 bis 1998 gewann er das Direktmandat im Wahlkreis Osnabrück und 1972, 1980 sowie 1998 zog er über die Landesliste ins Parlament ein. Von seinem Großvater geprägt, der Lehrer in Deutsch-Südwestafrika werden wollte, wendete Hornhues sich afrikanischen Themen zu. So leitete er von 1983 bis 1989 die Deutsch-Afrikanische Parlamentariergruppe. Er leitete als Vorsitzender den Unterausschuss Auswärtige Kulturpolitik des Bundestages von 1984 bis 1989 und galt allgemein, auch durch mehrere Reisen, als Afrikaspezialist. Seit 1987 ist er Vorsitzender der Deutsche Afrika Stiftung, seit 2010 deren Ehrenvorsitzender. 2008 gründete er zusammen mit seiner Frau die „Ellen und Karl-Heinz Hornhues Stiftung ProAfrika“. Zudem ist er Mitglied im Kuratorium der Hilfsorganisation CARE Deutschland.
Bundesweit bekannt wurde Hornhues erst, als er 1989 als Nachfolger von Volker Rühe in einer Abstimmung gegen Friedrich Vogel zum u. a. für Außenpolitik zuständigen stellvertretenden Vorsitzenden der CDU/CSU-Fraktion gewählt wurde. Trotzdem agierte Hornhues auch weiterhin mehr im Hintergrund und setzte sich für die Integration der Ostblockstaaten ein. Er übernahm 1994 den Vorsitz des Auswärtigen Ausschusses von Hans Stercken, der aus dem Bundestag ausgeschieden war. Nach dem Wahlsieg der SPD im Jahr 1998 löste Hans-Ulrich Klose ihn als Vorsitzender des Auswärtigen Ausschusses ab. Von 1998 bis 2002 leitete er die Deutsche Delegation bei der Parlamentarischen Versammlung der Westeuropäischen Union (WEU) in Paris und war Vorsitzender der Deutsch-Russischen Parlamentariergruppe des Bundestages.
Vor der Bundestagswahl 2002 wurde bekannt, dass Hornhues nicht nochmal kandidieren wollte. Er schied somit aus dem Parlament aus.

## Auszeichnungen
- 1979: Bundesverdienstkreuz am Bande
- 1987: Bundesverdienstkreuz 1. Klasse
- 1995: Großes Silbernes Ehrenzeichen der Republik Österreich
- 1995: Kommandeurskreuz des Verdienstordens der Republik Polen
- 2001: Großes Bundesverdienstkreuz
- 2010: Ehrenvorsitzender der Deutschen Afrika Stiftung

## Schriften
- Deutschland einig Vaterland ...! : meine Fußnoten zur deutschen Einheit. 2. Auflage: Hess, Göttingen 2009, ISBN 978-3-933117-07-6.
- Bergedorf : Katalog; von der Vorphilatelie bis zum Ende des Lübeck-hamburgischen Postamtes. Hess, Göttingen 2006, 2. Auflage 2010, ISBN 978-3-933117-05-2.
- Namibia-Episoden : politisch – anekdotisch. 2. Auflage. Klaus Hess Verlag, Göttingen 2022, ISBN 978-3-933117-38-0.
- Deutsch-Polnische Reminiszenzen. Tredition, Hamburg 2022, ISBN 978-3-347-72128-9.
- Europarat – Das größere Europa. Tredition, Hamburg 2023, ISBN 978-3-347-92488-8.
- Afrika – Skizzen und Notizen. Klaus Hess Verlag, Göttingen 2024, ISBN 978-3-933117-97-7.